# Chả giò
A chả giò (IPA: [ca᷉ː jɔ̂]), vagy nem rán a vietnámi konyha egyik népszerű étele. Általában sertéshúsból készül, amit rizspapírban sütnek ki.

## Elkészítése
A chả giò fűszerezett darált húsból, gombából és kockára vágott zöldségekből áll, amit nedves rizspapírba raknak, majd összehajtogatják. A tekercset addig sütik, amíg a rizspapír ropogós és aranybarna nem lesz.
Leggyakrabban sertéshúst raknak bele, de garnélával, csirkével vagy csigával töltött változata is létezik (utóbbi Vietnám északi részén elterjedt).

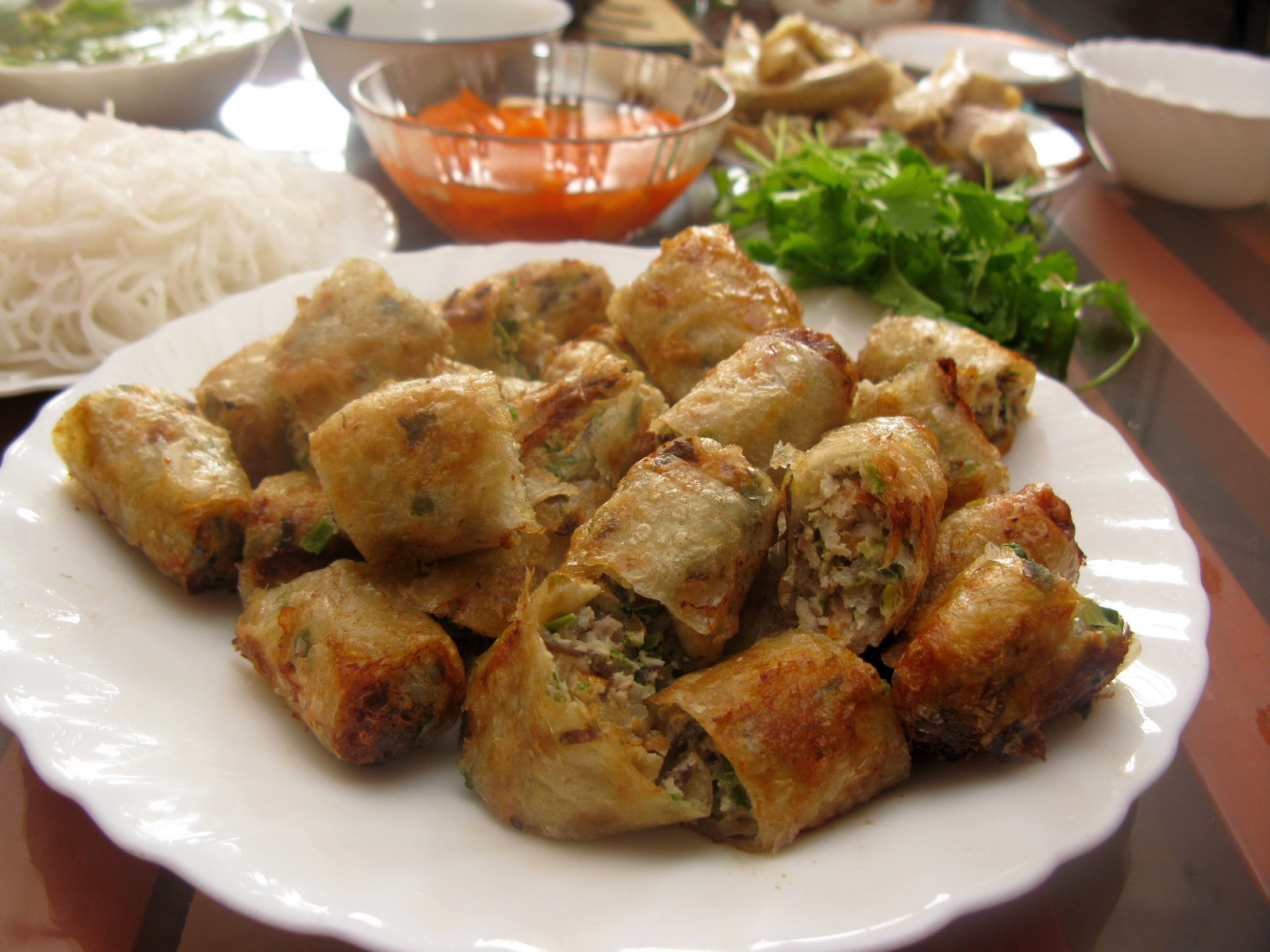
Északi stílusú nem rán